# World Agroforestry Centre
World Agroforestry Centre (também conhecido como International Centre for Research in Agroforestry, ou ICRAF), é um instituto internacional sediado em Nairóbi, no Quênia, e fundando em 1978. O centro é especializado em manejo sustentável, proteção e regulação de florestas tropicais e reservas naturais. É um dos 15 centros de pesquisa agrícola que compõem a rede conhecida como Consultative Group on International Agricultural Research (CGIAR). O centro conduz pesquisa agroflorestal, em parceira com sistemas nacionais de pesquisa agrícola com uma visão de desenvolvimento sustentável e uso produtivo da terra. O foco de sua pesquisa está em países e regiões do mundo em desenvolvimento, especialmente nas regiões tropicais da América Central e do Sul, Sudeste Asiático e partes da África central. O centro também organiza cursos de treinamento em grupo sobre gerenciamento de informações agroflorestais para bibliotecas e informações pessoais de instituições colaboradoras.
Em 2002, o centro adotou seu nome atual, apesar de que a designação International Centre for Research in Agroforestry permanece como denominação legal e seu acrônimo ICRAF continua sendo oficialmente utilizado.